# 岸渡川
岸渡川（がんどがわ）は、富山県の庄川扇状地を流れる河川。小矢部川の支流である。

## 地理
庄川扇状地を流れる用水路を集め、高岡市福岡町の市街地の付近を流れる。高岡市上渡の付近で小矢部川に合流する。
高岡市福岡町の流域の両岸には、約3,000本のソメイヨシノが植えられており、春は花見客で賑わう。
岸渡川に架かる橋を巡るウォーキングコースがあり、各地の橋の欄干にはその地域をイメージした図柄が描かれている。梨木橋（なしきばし）、唐俣橋（とうまたはし）、福岡橋（ふくおかはし）、岸渡橋（がんどばし）、洗心橋（せんしんはし）、新岸渡橋（しんがんどばし）などを巡る。

## 流域の自治体
富山県
砺波市、小矢部市、高岡市